# Jan Tangen
Jan Arne Tangen (ur. 29 listopada 1923 w Horten, zm. 13 sierpnia 1966 w Strømmen) – norweski piłkarz występujący na pozycji napastnika. Trener piłkarski.

## Kariera piłkarska
W swojej karierze Tangen reprezentował barwy zespołu Strømmen IF. Rozpoczął w 1946 roku. W 1949 roku awansował z zespołem do pierwszej ligi norweskiej. W sezonie 1951/1952 z 15 bramkami na koncie został jej królem strzelców. W 1961 roku zakończył karierę z liczbą 249 meczów i 165 bramek w barwach Strømmen.
W latach 1951–1958 występował też w reprezentacji Norwegii B.

## Kariera trenerska
Po zakończeniu kariery piłkarskiej, Tangen został trenerem. W latach 1963–1966 prowadził zespół Aurskog IL, z którym awansował z trzeciej ligi do drugiej. W 1966 roku trenował też pierwszoligowy klub Frigg Oslo FK.